# Målkongruens
Målkongruens är ett välanvänt begrepp inom främst litteratur inom ekonomistyrning och inom personlig utveckling. Målkongruens kan beskrivas som graden i vilken olika mål överensstämmer med varandra. Det kan till exempel röra sig om hur väl företagets mål överensstämmer med de anställdas.